# Liste der denkmalgeschützten Objekte in Mölbling
Die Liste der denkmalgeschützten Objekte in Mölbling enthält die 14 denkmalgeschützten, unbeweglichen Objekte der Gemeinde Mölbling.

## Denkmäler
| Foto |                 | Denkmal | Standort                                                | Beschreibung | Metadaten |
| ---- | --------------- | --- | ------------------------------------------------------- | --- | --- |
| ja   | Datei hochladen | Kath. Filialkirche hl. Rupert HERIS-ID: 53517 Objekt-ID: 61495                                                                 | Dielach Standort KG: Dielach                            | Am Nordrand der Ortschaft. Kleiner Bau mit romanischem Langhaus und polygonaler gotischer Apsis; im Osten sechsseitiger Dachreiter mit Pyramidenhelm; Steinplattldächer. An der südwestlichen Außenecke Relief von einem römerzeitlichen Grabbau mit der Darstellung eines Librarius mit Schreibtafel und Griffel, Mitte des zweiten Jahrhunderts nach Christus. (CSIR II/3, 259).                                 | BDA-Hist.: Q38057397 Status: § 2a Stand der BDA-Liste: 2025-06-30 Name: Kath. Filialkirche hl. Rupert GstNr.: .16 Filialkirche hl. Rupert, Dielach (Mölbling)                                                                                        |
| ja   | Datei hochladen | Kath. Filialkirche Heiligste Dreifaltigkeit HERIS-ID: 54955 Objekt-ID: 63406                                                   | Straganz Standort KG: Dielach                           | Abseits und erhöht am Waldrand. Urkundlich 1261 erwähnt. Renovierung 1598. Kleiner romanischer Bau (13. Jahrhundert) mit polygonaler Apsis und östlichem sechsseitigem Dachreiter. Steinplattldächer. | BDA-Hist.: Q38063048 Status: § 2a Stand der BDA-Liste: 2025-06-30 Name: Kath. Filialkirche Heiligste Dreifaltigkeit GstNr.: .27 Filialkirche hl. Dreifaltigkeit, Straganz (Mölbling)                                                                 |
| ja   | Datei hochladen | Kath. Pfarrkirche hl. Florian und Friedhof HERIS-ID: 53831 Objekt-ID: 61891                                                    | bei Gunzenberg 1 Standort KG: Gunzenberg                | Das Kirchengebäude enthält romanische, gotische, barocke und noch jüngere Elemente. Eine der Glocken im gotischen Turm stammt aus dem 14. Jahrhundert. Bemerkenswert an der Einrichtung sind die drei reich geschmückten Knorpelwerkaltäre. | BDA-Hist.: Q1657861 Status: § 2a Stand der BDA-Liste: 2025-06-30 Name: Kath. Pfarrkirche hl. Florian und Friedhof GstNr.: .32 Pfarrkirche hl. Florian, Gunzenberg (Mölbling)                                                                         |
| ja   | Datei hochladen | Pfarrhof HERIS-ID: 53830 Objekt-ID: 61890                                                                                      | Gunzenberg 1 Standort KG: Gunzenberg                    | Der Pfarrhof ist ein eingeschoßiger, über annähernd quadratischem Grundriss errichteter barocker Bau mit Eckquaderung und Walmdach. | BDA-Hist.: Q38058611 Status: § 2a Stand der BDA-Liste: 2025-06-30 Name: Pfarrhof GstNr.: .34 |
| ja   | Datei hochladen | Kath. Filialkirche hl. Michael, Karner und Friedhof HERIS-ID: 55006 Objekt-ID: 63475                                           | Treffling Standort KG: Gunzenberg                       | Wesentliche Teile des Kirchengebäudes stammen aus der 1. Hälfte des 15. Jahrhunderts; an der Chorbrüstung eine Stifterinschrift von 1619. An der Südwand der Kirche ein großes Christophorusfresko. Barocke Einrichtung. Nordöstlich der Kirche befindet sich ein frühgotischer Karner. | BDA-Hist.: Q1413289 Status: § 2a Stand der BDA-Liste: 2025-06-30 Name: Kath. Filialkirche hl. Michael, Karner und Friedhof GstNr.: .79 Filialkirche Treffling (Meiselding)                                                                           |
| ja   | Datei hochladen | Kath. Pfarrkirche hl. Andreas und Friedhof HERIS-ID: 54304 Objekt-ID: 62515                                                    | bei Pfarrplatz 1 Standort KG: Meiselding                | Die von einer Friedhofsmauer umgebene Pfarrkirche besteht aus romanischem Langhaus und mächtigem Chorturm, sowie gotischem Chorzubau und Sakristei. Christophorusfresken an der Südfassade. Bemerkenswert an der Einrichtung ist der barocke Hochaltar von 1680 mit Figurenschmuck aus der 1. Hälfte des 18. Jahrhunderts.                                                                                         | BDA-Hist.: Q2082833 Status: § 2a Stand der BDA-Liste: 2025-06-30 Name: Kath. Pfarrkirche hl. Andreas und Friedhof GstNr.: .5 Pfarrkirche hl. Andreas, Meiselding (Mölbling)                                                                          |
| ja   | Datei hochladen | Ehem. Pfarrhof, Kindergarten, Aufbahrungshalle HERIS-ID: 57761 Objekt-ID: 68056                                                | Pfarrplatz 1 Standort KG: Meiselding                    | Das Pfarrhaus ist ein zweigeschoßiger Bau mit siebenachsiger, erneuerter Hauptfront unter einem Walmdach aus der ersten Hälfte des 19. Jahrhunderts. Der Pfarrstadel ist ein zweieinhalbgeschoßiger Wirtschaftsbau mit Ziegelgitterfenster und zwei Zufahrten ins Obergeschoß. Im Erdgeschoß befindet sich ein dreischiffiges mehrjochiges Platzlgewölbe. 1993 wurde das Gebäude für einen Kindergarten adaptiert. | BDA-Hist.: Q38078304 Status: § 2a Stand der BDA-Liste: 2025-06-30 Name: Ehem. Pfarrhof, Kindergarten, Aufbahrungshalle GstNr.: .4/1 Ehem. Pfarrhof, Kindergarten, Aufbahrungshalle, Meiselding, Mölbling                                             |
| ja   | Datei hochladen | Kaiser-Franz-Josef-Jubiläumsschule HERIS-ID: 94589 Objekt-ID: 109748                                                           | Carl-Auer-von-Welsbach-Straße 7 Standort KG: Meiselding | Die Schule wurde 1908 zum 60. Thronjubiläum des Kaisers Franz Josef errichtet. | BDA-Hist.: Q37764667 Status: § 2a Stand der BDA-Liste: 2025-06-30 Name: Kaiser-Franz-Josef-Jubiläumsschule GstNr.: .125 Kaier-Franz-Josef-Jubiläumsschule, Meiselding 23, Mölbling                                                                   |
| ja   | Datei hochladen | Steingewölbebrücke HERIS-ID: 57762 Objekt-ID: 68057                                                                            | Mölbling Standort KG: Rabing                            | Die Gurkbrücke ist eine barocke Dreibogen-Steingewölbebrücke mit dreibogigem Tragwerk. 1992 wurde das barocke Brückenprofil einschließlich der Kapelle wiederhergestellt. Die Brücke verbindet die Gemeinden Mölbling und Althofen über die Gurk. | BDA-Hist.: Q38078313 Status: § 2a Stand der BDA-Liste: 2025-06-30 Name: Steingewölbebrücke GstNr.: 1114/3, 1114/2, 1042, 1043/4 Gurk bridge Althofen - Mölbling                                                                                      |
| ja   | Datei hochladen | Kath. Filialkirche und Wallfahrtskirche hll. Kosmas und Damian, Friedhof und Friedhofskapelle HERIS-ID: 54704 Objekt-ID: 63078 | bei St.Kosmas 3 Standort KG: Rabing                     | Die Wallfahrtskirche ist ein einheitlicher spätgotischer Bau mit Steinplattldach und mit Eisenplatten beschlagener Tür. Die qualitätsvolle einheitliche barocke Ausstattung stammt von Johann Pacher. Neben der Kirche ist eine barocke Friedhofskapelle. | BDA-Hist.: Q1413121 Status: § 2a Stand der BDA-Liste: 2025-06-30 Name: Kath. Filialkirche und Wallfahrtskirche hll. Kosmas und Damian, Friedhof und Friedhofskapelle GstNr.: .75, 768 Wallfahrtskirche hll. Cosmas und Damian, St. Kosmas (Mölbling) |
| ja   | Datei hochladen | Kath. Pfarrkirche hl. Stefan und Friedhof HERIS-ID: 54829 Objekt-ID: 63240                                                     | bei St.Stefan am Krappfeld 1 Standort KG: Rabing        | Die Pfarrkirche ist eine romanische Chorturmkirche (im Westen romanisches Flechtbandkapitell) mit gotischen und barocken An- und Ausbauten. Im Inneren wurden hervorragende gotische Fresken freigelegt. Bemerkenswert sind auch der frühbarocke Hauptaltar sowie ein Fastentuch von 1612. | BDA-Hist.: Q2083170 Status: § 2a Stand der BDA-Liste: 2025-06-30 Name: Kath. Pfarrkirche hl. Stefan und Friedhof GstNr.: .14 Pfarrkirche Sankt Stefan am Krappfeld                                                                                   |
| ja   | Datei hochladen | Pfarrhof HERIS-ID: 54828 Objekt-ID: 63239                                                                                      | St.Stefan am Krappfeld 1 Standort KG: Rabing            | Der zweigeschoßige barocke Bau mit durchgängigem Mittelflur wurde von einem hohen, ursprünglich erhaltenen Walmdach mit Schleppgaupen bedeckt. | BDA-Hist.: Q38062602 Status: § 2a Stand der BDA-Liste: 2025-06-30 Name: Pfarrhof GstNr.: .16 |
| ja   | Datei hochladen | Schloss Rastenfeld und Kapelle hl. Johannes Nepomuk HERIS-ID: 35845 Objekt-ID: 34671                                           | Rastenfeld 1 Standort KG: Rastenfeld                    | Das vierstöckige Schloss auf unregelmäßigem achteckigen Grundriss rund um einen kleinen Innenhof, mit einigen spätgotischen Portalen und Fensterprofilierungen, hat noch einen burgartigen Charakter. Teile der Wehranlagen (Zwingerbauten, Vorwerk, drehbare Schießscharte) sind erhalten. Östlich vom Schloss wurde im 18. Jahrhundert ein tonnengewölbter Wehrbau zu einer Kapelle umgebaut.                    | BDA-Hist.: Q15127788 Status: Bescheid Stand der BDA-Liste: 2025-06-30 Name: Schloss Rastenfeld und Kapelle hl. Johannes Nepomuk GstNr.: .1, .2 Schloss Rastenfeld                                                                                    |
| ja   | Datei hochladen | Schloss Welsbach HERIS-ID: 35844 Objekt-ID: 34670                                                                              | Welsbach 7 Standort KG: Rastenfeld                      | Nördlich des Schlosses Rastenfeld, inmitten eines großen Parks gelegen. Für den Industriellen Carl Auer von Welsbach 1898 bis 1900 nach Plänen von Anton und Josef Bierbaum erbaut. Späthistoristischer zweigeschoßiger Bau, sechsachsiger Mittelteil und vierachsige Flügel mit turmartigen Eckrisaliten. Ursprüngliche Ausstattung ist nahezu unverändert erhalten.                                              | BDA-Hist.: Q15844525 Status: Bescheid Stand der BDA-Liste: 2025-06-30 Name: Schloss Welsbach GstNr.: .23/1 Schloss Welsbach, Mölbling |